# Santa Apolonia
Santa Apolonia – miasto w południowej Gwatemali, w departamencie Chimaltenango, leżące w odległości 38 km na północny zachód od stolicy departamentu. Miasto jest siedzibą władz noszącej tę samą nazwę gminy, która w 2012 roku liczyła 15 935 mieszkańców. Powierzchnia gminy jest nieduża i obejmuje tylko 96 km², leżące w centralnej części Sierra Madre de Chiapas.